# Slavče
Slavče är en ort i Tjeckien.   Den ligger i regionen Södra Böhmen, i den södra delen av landet, 140 km söder om huvudstaden Prag. Slavče ligger 571 meter över havet och antalet invånare är 521.
Terrängen runt Slavče är platt norrut, men söderut är den kuperad. Terrängen runt Slavče sluttar norrut.Runt Slavče är det ganska glesbefolkat, med 21 invånare per kvadratkilometer. Närmaste större samhälle är Trhové Sviny, 5,2 km norr om Slavče. I omgivningarna runt Slavče växer i huvudsak blandskog.